# Дуби звичайні (пам'ятка природи, Ратнівський район)
Дуби́ звича́йні — ботанічна пам'ятка природи місцевого значення в Україні. Об'єкт розташований на території Ковельського району Волинської області, ДП «Ратнівське ЛГ», Гірницьке лісництво, квартал 16, виділ 18. 
Площа — 0,01 га, статус отриманий у 1994 році.
Охороняється віковий екземпляр дерева дуба звичайного Quercus robur віком понад 400 років.

## Галерея

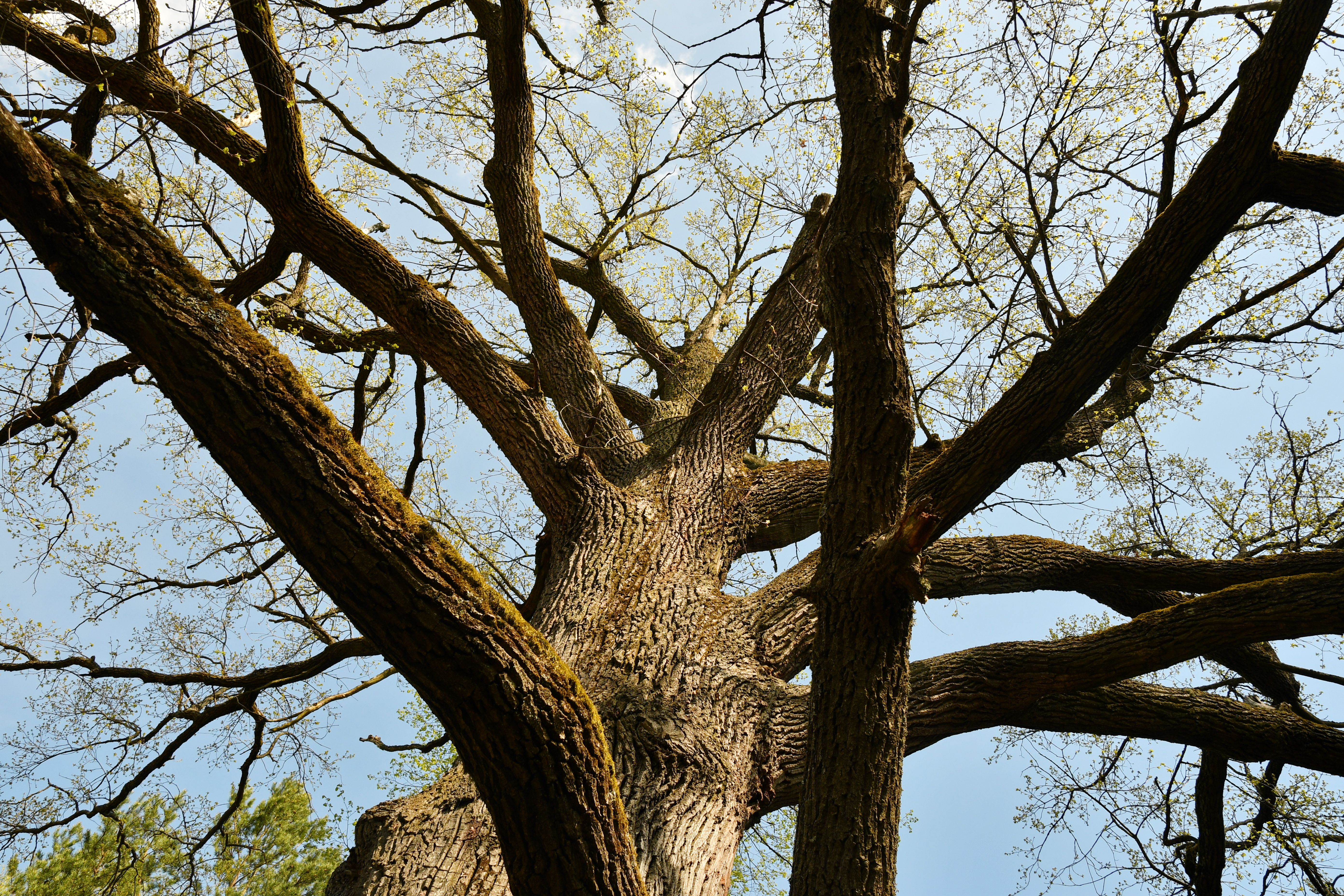
Стовбур з гілками детально
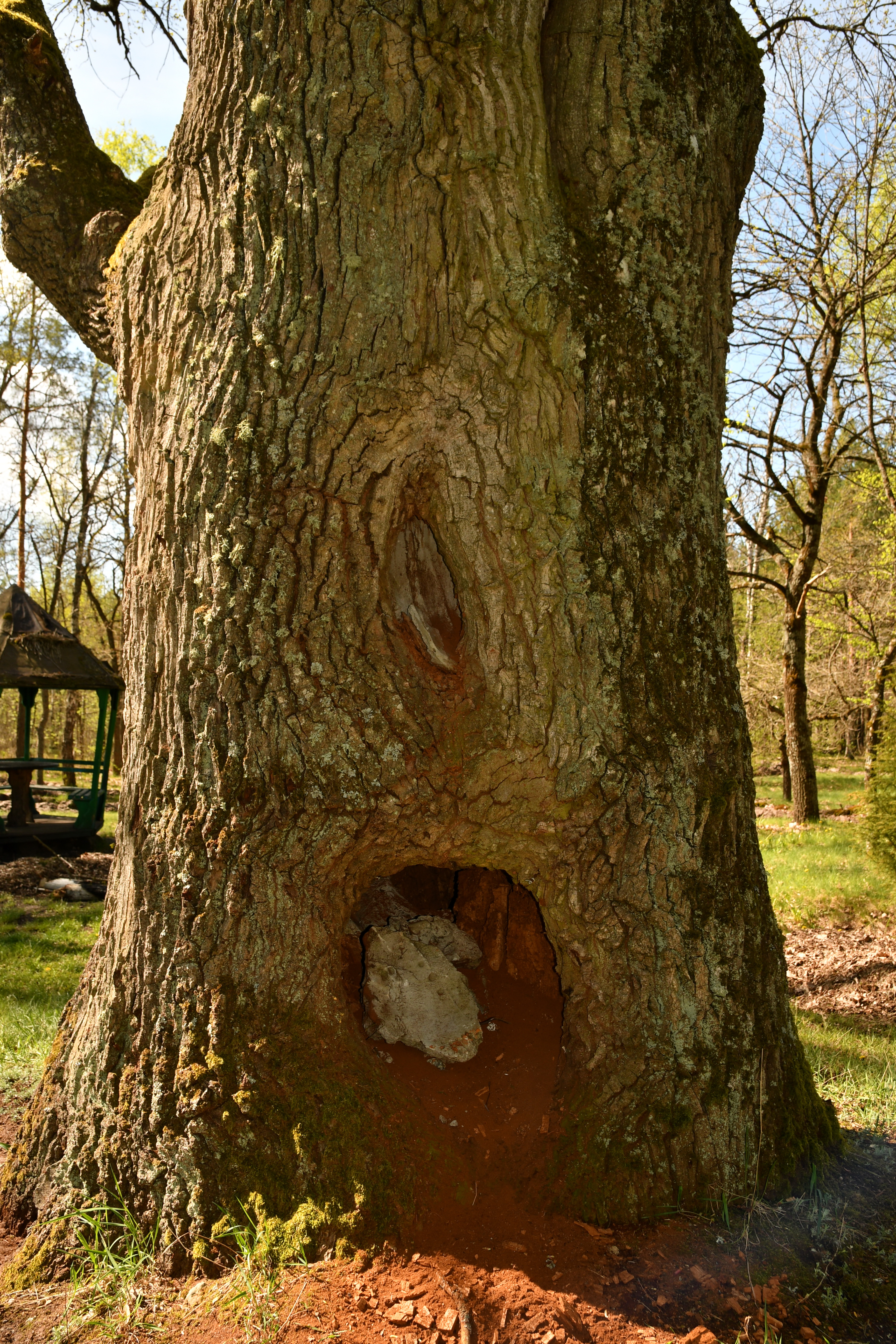
Стовбур детально
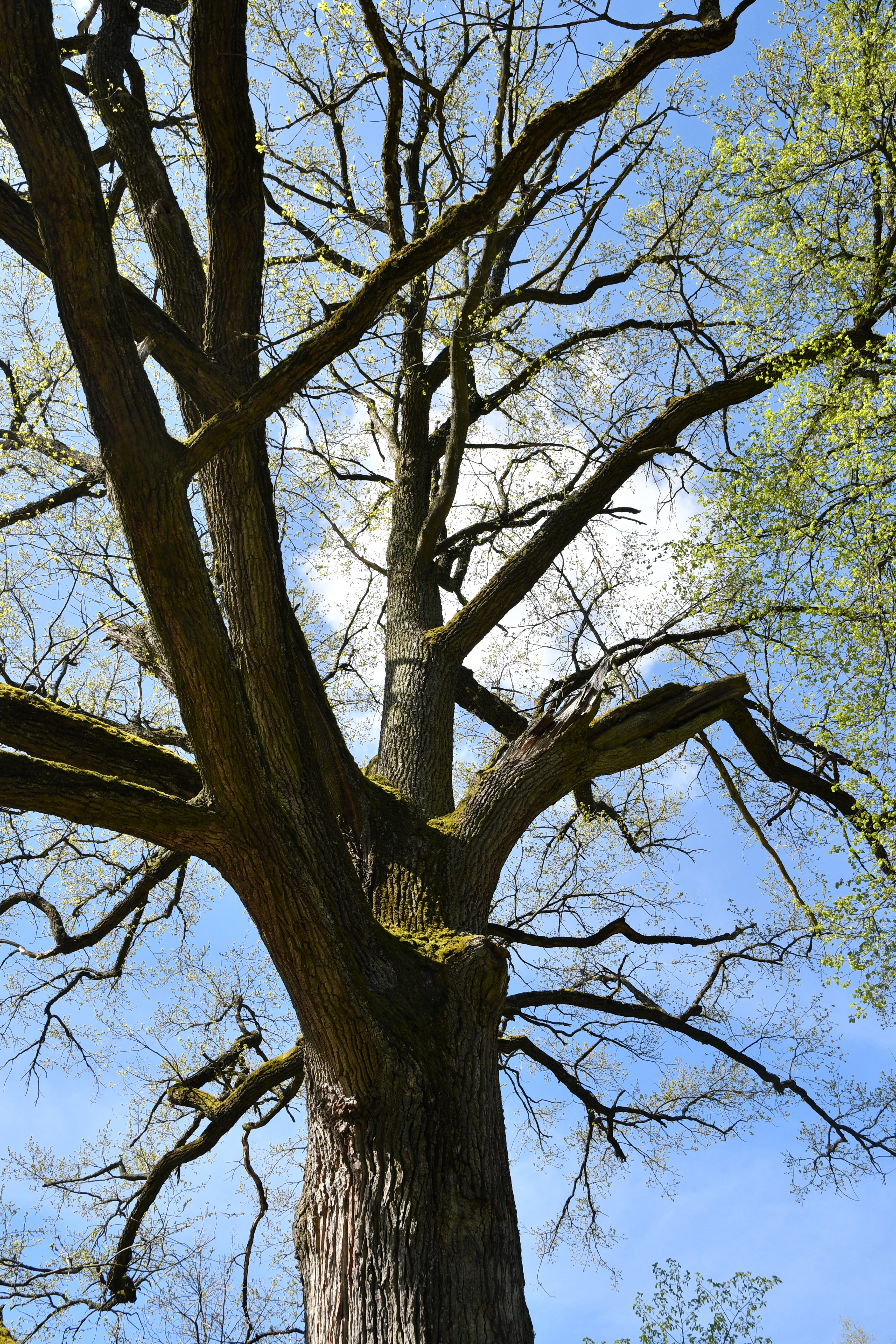
Стовбур з гілками детально
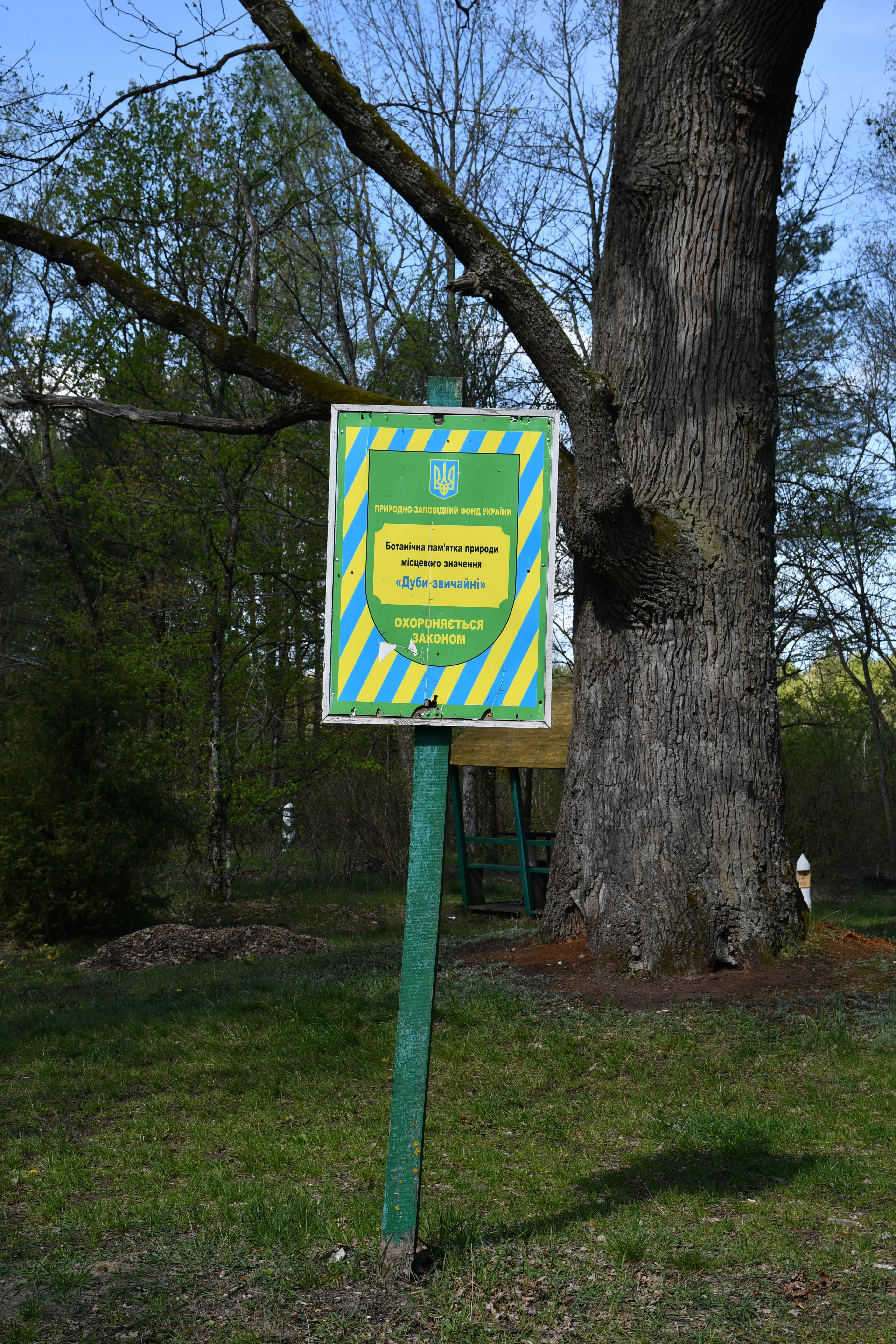
Охоронна дошка